# Van der Poel
van der Poel är ett nederländskt efternamn.

## Personer med efternamnet van der Poel
- Adri van der Poel (1959-), nederländsk tävlingscyklist
- Egbert van der Poel (1621-1664), nederländsk konstnär
- Mathieu van der Poel (1995-), nederländsk tävlingscyklist, son till Adri van der Poel
- Nils van der Poel (1996-), svensk skridskoåkare